# Sciophila cincta
Sciophila cincta är en tvåvingeart som först beskrevs av Johannes Winnertz 1863.  Sciophila cincta ingår i släktet Sciophila och familjen svampmyggor. Inga underarter finns listade i Catalogue of Life.